# ŽEN
ŽEN (nekada se piše i xzen) je hrvatski indie audio-vizualni sastav nastao u Zagrebu krajem 2009. U sastavu su Eva Badanjak, Sara Ercegović i Jelena Božić. Prateće vizualizacije na nastupima kreira i potpisuje Tanja Minarik. 
Neke od žanrovovskih odrednica su indie, dream i shoegaze s elementima post rocka. Publika i fanovi ih također klasificiraju kao kombinaciju kraut-post-math-dreamy-synth-psy-indie rocka.
ŽEN osim glazbenog iskustva uključuje i notu aktivizma, potiče na dekonstruiranje normi i izlazak iz okvira. U pjesmama se poigravaju i seciraju rodne stereotipe pa je tako pjesma 'Ja ću biti bor' rodno fluidna, na način da je prvi dio stiha je u ženskom rodu, drugi u muškom itd.

## Nastupi i medijska vidljivost
Sara Ercegović i Eva Badanjak su prije ŽEN-a skupa svirale u sastavu Ž/buka koji je izdao dva demo CD-a “Plavuša nije kul” i “Dumb".
Nastupale su na televiziji, te na brojnim festivalima u Hrvatskoj poput INmusic festivala u Zagrebu, TamTam u Sućuraju i SuperUho u Primoštenu, a 2016. godine i s turnejom u Francuskoj na Europavoxa, te su privlačile pozornost svojim konceptualnim i angažiranim video produkcijama.
Održale su oko 400 koncerata širom Europe, od Grčke do Estonije, od Francuske do Bugarske. Njihove pjesme emitirane su u programima mnogih radija – između ostalog i KEXP Seattle i londonskom BBC radiju. Prošle godine su napravile i pjesmu Mnogi za film Časna posla. 2021. godine su izdale singl Uroni u san koji je bio nominiran za regionalnu nagradu Milan Mladenović. Njihov četvrti studijski album "Ciklus" izašao je 13. rujna 2024. godine, a kao njegovu najavu objavile su novi singl i spot "Nedamise". U prosincu su iste godine objavile i svoj prvi live album "LA FOTOURRR" koji je sniman 2023. godine tijekom Tam Tam festivala u Sućuraju. U pjesmi "Lov na crne tipke" sudjeluju Sabrina de Mitri saksofonom i Nick Pulpman trombonom.

## Diskografija
Izdale su četiri albuma: "I Onda Je Sve Počelo", "Jantar", "Sunčani Ljudi" i "Blender".
- I Onda Je Sve Počelo (2013.) Unrecord
- Jantar (2015.) Unrecords
- Sunčani Ljudi (2017.) Moonlee Records, Unrecords, Vox Project
- Blender (2020.) Moonlee Records
- Ciklus (2024.)
- LA FOTOURRR (2024.)

## Vanjske poveznice
ŽEN - Facebook stranica
xzen.bandcamp.com